# 宝来インターチェンジ (奈良県)
宝来インターチェンジ（ほうらいインターチェンジ）は、奈良県奈良市にある第二阪奈道路のハーフインターチェンジ。

## 概要
第二阪奈有料道路の終点であると共に奈良市の高速道路の玄関口でもある。第二阪奈有料道路が開通するまで、奈良市の最寄のICは大和郡山市にある西名阪自動車道の郡山ICであった。
ここから奈良市街へは、国道308号・奈良県道1号奈良生駒線（通称・阪奈道路）を利用するが、奈良市内は東西の道路が貧弱なので渋滞しやすい。このため、現在宝来ICから、国道24号二条大路南一丁目方面まで大宮道路が開通した。
また東行きは、180度のヘアピンカーブ（制限速度40キロ）があり、出口付近は両側から交通量の多い阪奈道路と合流となる（但し、出口ランプ側が本線）。すぐ先に阪奈宝来交差点（信号機あり）があるため、渋滞が頻発しやすく接触や追突事故が度々生じており充分な注意をする必要がある（行楽シーズン等は、ランプ内のヘアピンカーブまで渋滞が伸びる事もあるため、ランプ内では十分な減速が必要）。しかし、西行きはここを境にして交通量が二分されるため、この先はどちらの道路ともかなり走行し易くなる（渋滞が解消される）。
大宮道路の高架道路から宝来ICへは流入できないため、注意を要する（高架に入ってしまった場合は先の中町ICへ向かう事になる）。

## 道路
- E92 第二阪奈道路

## 接続道路
- 国道308号 - 奈良方面のみと接続
- 奈良県道1号奈良生駒線（阪奈道路／国道308号と重複、奈良方面のみと接続）

## 周辺
- 西大寺
- ならファミリー（近鉄百貨店奈良店等）
- 大和文華館
- 秋篠寺
- 唐招提寺
- 薬師寺
- 平城宮跡
- 法華寺
- 喜光寺
- 奈良公園方面

## 隣
E92 第二阪奈道路
(3)小瀬IC - (4)中町IC - (5)宝来IC
阪奈道路
学園前IC - 宝来IC - 阪奈宝来交差点